# Holderness

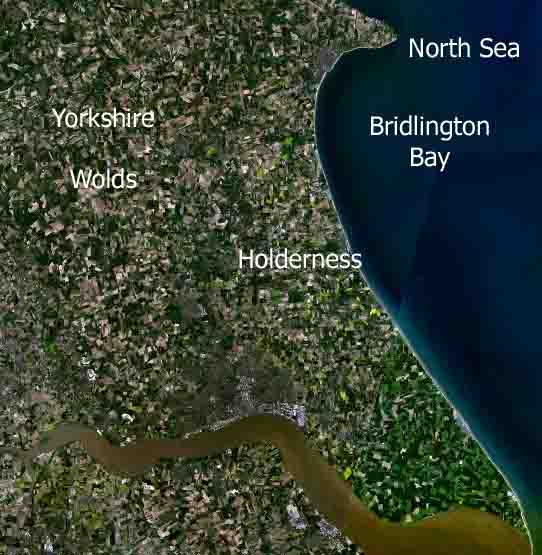
Holderness auf einem Satellitenbild

Holderness ist eine englische Landschaft an der Küste Yorkshires. 
Holderness gehört heute zur Verwaltungseinheit East Riding of Yorkshire, nachdem es 1974 bis 1996 als Distrikt Borough of Holdeness zur Grafschaft Humberside gehört hatte. Westlich schließt sich die Landschaft Yorkshire Wolds an.
Die flache Küste von Holderness ist der stärksten Erosion einer Küste in Europa unterworfen: 1,5 Meter erodieren pro Jahr, was eine Masse von insgesamt 2 Millionen Tonnen ergibt. Ein Teil dieses Materials wird von einer Küstenströmung transportiert und häuft sich bei der Landspitze Spurn auf. Seit römischer Zeit gingen in Holderness etwa 5 km Land an das Meer verloren, wodurch bis zum heutigen Tage 23 Städte durch Erosion verloren gingen.
Acht Kilometer vor der Küste von Holderness befindet sich der Offshore-Windpark Westermost Rough.